# Museu Nacional d'Art de Catalunya

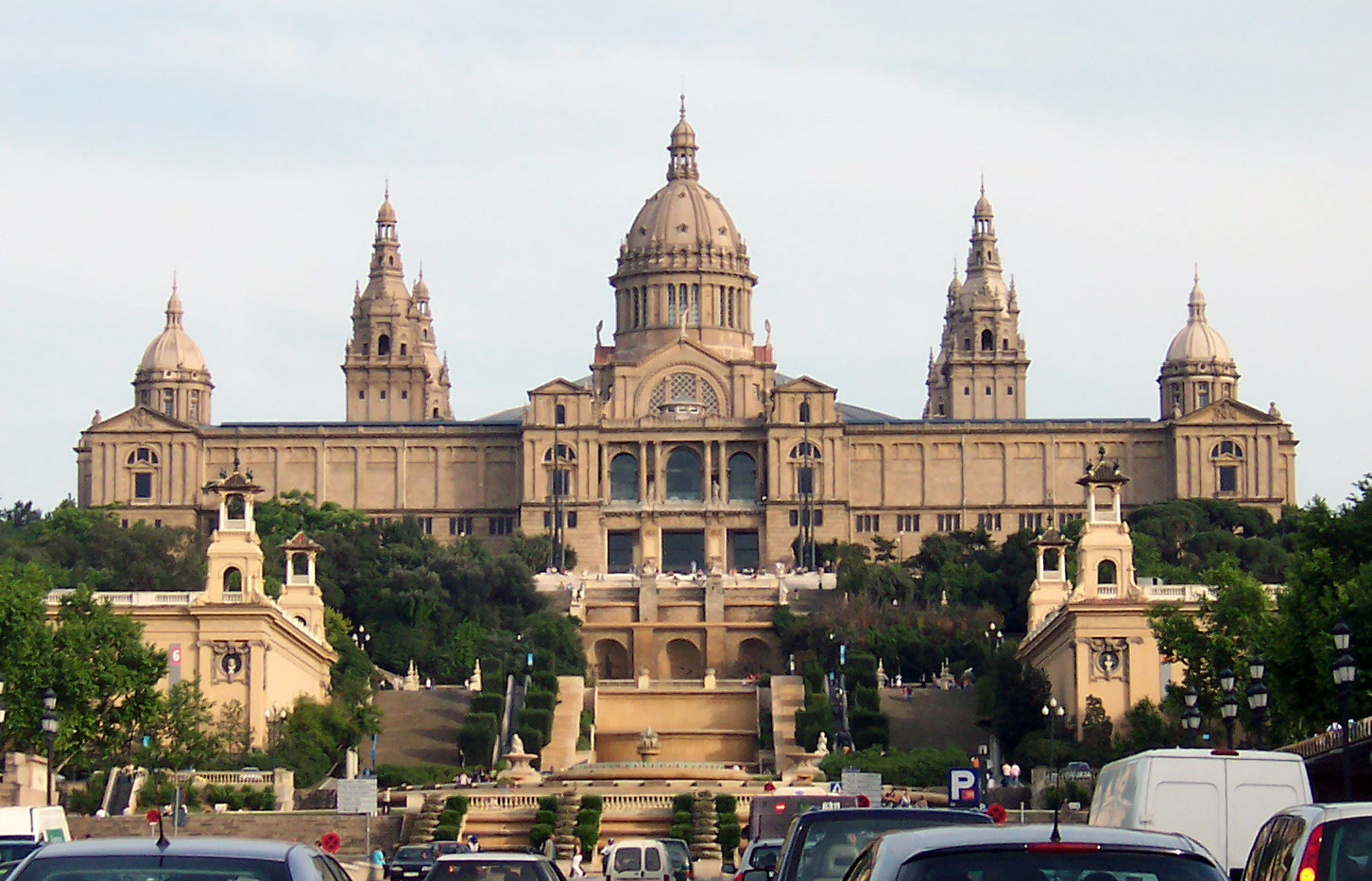
Het Palau Nacional

Het Museu Nacional d'Art de Catalunya (ook bekend onder de initialen MNAC) is een nationaal kunstmuseum in Barcelona, Catalonië (Spanje), gevestigd in het Palau Nacional op de Montjuïc-heuvel.
Het museum heeft een uitgebreide collectie romaanse kunst die wordt gezien als een van de meest volledige ter wereld. Verder herbergt het museum een gotische collectie evenals werken uit de barok en de renaissance. Er is tevens een afdeling moderne kunst.

## Geschiedenis
De MNAC ontstond in 1990 door de hereniging van de collecties van het Museu d'Art Modern en het Museu d'Art de Catalunya. Naast de werken van deze twee musea werden er bovendien nieuwe afdelingen bijgevoegd, over munten, gravures en de collecties van de Nationale Bibliotheek voor Kunstgeschiedenis (Biblioteca General d'Historia de l'Art). In 1996 werd er een afdeling over fotografie aan het museum toegevoegd. In 2006 bezat de MNAC in totaal ongeveer 250.000 werken.
De MNAC is een consortium (een vereniging van tijdelijke aard) opgericht door de Generalitat de Catalunya, de stad Barcelona en sinds 2005 de Algemene Administratie van de Staat. Er zijn eveneens particulieren en instellingen die met het museum samenwerken. Het is een van de stichtende leden van de Catàleg d'autoritats de noms i títols de Catalunya.

## Collecties

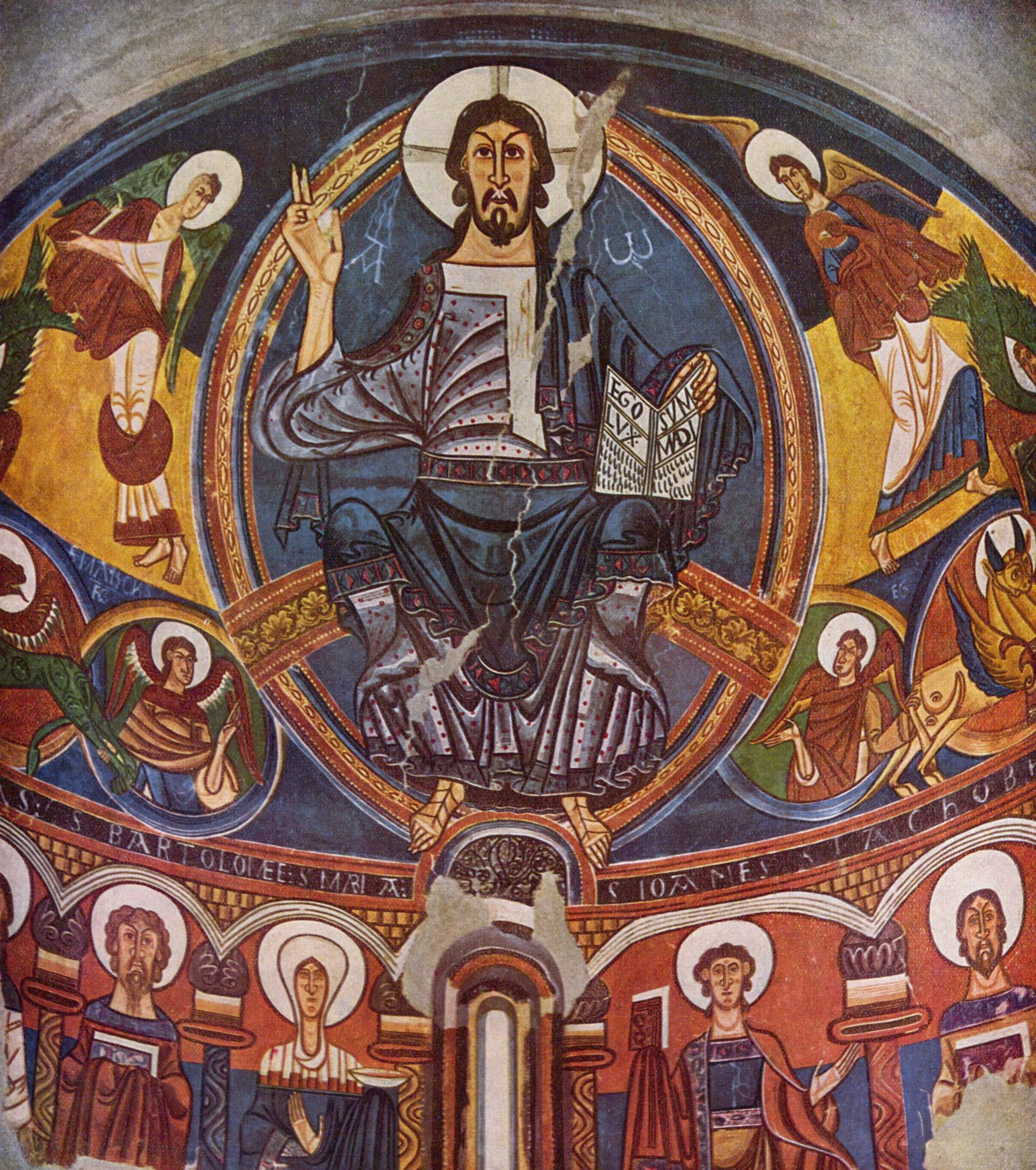
Pantocrator van de kerk Sant Climent de Taüll, een van de meesterwerken van de Catalaanse romaanse kunst in de MNAC.

Van alle collecties van het museum is de collectie romaanse kunst de belangrijkste. De MNAC heeft een van de belangrijkste verzamelingen wandschilderingen ter wereld. Vele zijn afkomstig uit verlaten kerken in de Pyreneeën, zoals het fresco (Christus in Majesteit) uit de kerk van Sant Climent in Taüll. Het museum bezit eveneens verscheidene houtsculpturen, stukken edelsmeedwerk en stenen beeldhouwkunst. De meeste werken zijn representatief voor de romaanse kunst in Catalonië.
De MNAC heeft een groot aantal gotische werken in bezit die deze periode karakteriseren. Op de afdelingen Renaissance en Barok bevinden zich belangrijke schilderijen, zoals twee doeken van Bartolomé Bermejo, een Martelaarschap van José de Ribera, een Maria Immaculata van Francisco Zurbarán en een bekende San Pablo van Diego Velázquez, een van de weinige schilderen van Velázquez die niet in het Museo del Prado hangt. Deze afdeling van het museum was in het begin vrij incompleet, maar is inmiddels aangevuld met de privécollectie van de politicus Francesc Cambó en een depot van het Museo Thyssen-Bornemisza.
De collectie van Cambó werd aan het museum gegeven na zijn dood. De meest opvallende gedoneerde schilderijen zijn werken van Sebastiano del Piombo, Peter Paul Rubens, het Portret van de geestelijke van Saint-Non van Jean-Honoré Fragonard, twee Venetiaanse scènes van Giandomenico Tiepolo en de mythologische scène Cupido en Psyché van Francisco Goya.
De MNAC ontvangt sinds 2004 kunstwerken van het Museo Thyssen-Bornemisza. In het begin werden ze tentoongesteld in het klooster van Pedralbes, maar later werd besloten om ze te verplaatsen om zo een betere toegankelijkheid voor de bezoekers te waarborgen. Enkele van deze oeuvres betreffen de periodes tussen de Gotiek en de Rococo, zoals die van Fra Angelico, Lorenzo Monaco, Lucas Cranach, Ludovico Carracci en Canaletto.
Sinds 2005 heeft de MNAC eveneens een verzameling Catalaanse schilderijen ontvangen uit de collectie van Carmen Thyssen-Bornemisza, zoals werken van Marià Fortuny, Lluís Graner, Ramon Casas, Joaquim Mir, Hermen Anglada, Joaquín Torres en Antoni Tàpies. Aan de collectie is een aantal werken van Pablo Picasso toegevoegd, waaronder Mujer con sombrero y cuello de piel.